# Cyclocross Holé Vrchy 2014
De Cyclocross Holé Vrchy van 2014 werd gehouden op 15 november in Holé Vrchy. De wedstrijd maakte deel uit van de TOI TOI Cup 2014-2015. De Tsjech Vojtěch Nipl wist, net als in 2013, de koers te winnen.

## Mannen elite

### Uitslag
| Plaats  | Naam             | Ploeg                      | Tijd     |
| ------- | ---------------- | -------------------------- | -------- |
| Winnaar | Vojtěch Nipl     | Bohemia Track              | 1u01'31" |
| 2       | Jakub Skála      | ČEZ Cyklo Team Tábor       | + 19"    |
| 3       | Michael Boroš    | ČEZ Cyklo Team Tábor       | + 2'02"  |
| 4       | Tomáš Paprstka   | Remerx-Merida Team Kolín   | + 2'41"  |
| 5       | Mariusz Gil      | Corendon-Kwadro            | + 3'41"  |
| 6       | Vladimír Kyzivát | Johnson Controls           | + 4'47"  |
| 7       | Matěj Lasák      | Max Cursor                 | + 5'09"  |
| 8       | Filip Eberl      | Remerx-Merida Team Kolín   | + 5'11"  |
| 9       | Emil Hekele      | Stevens Bikes-Emilio Sport | + 5'57"  |
| 10      | Michal Malík     | Nilfisk Alto               | + 6'34"  |

| Pos. | Punten |
| ---- | ------ |
| 1    | 40     |
| 2    | 30     |
| 3    | 20     |
| 4    | 15     |
| 5    | 10     |
| 6    | 8      |
| 7    | 6      |
| 8    | 4      |
| 9    | 2      |
| 10   | 1      |

 Cyclocross Loštice · 
 Cyclocross Louny · 
 Cyclocross Uničov · 
 Cyclocross Hlinsko · 
 Cyclocross Holé Vrchy · 
 Cyclocross Kolín · 
 Cyclocross Milovice · 
 Tsjechisch kampioenschap